# Gara Buzău
Gara Buzău este principala stație feroviară care deservește orașul Buzău, fiind administrată de Regionala de Căi Ferate Galați. Deschisă în 1873, la un an după darea în folosință a căii ferate București-Galați, ea se află la kilometrul 128 pe Magistrala CFR 500 și reprezintă nodul feroviar în care această magistrală se leagă de cea ce duce spre Făurei și mai departe spre Galați și Constanța. De asemenea, gara Buzău este punct terminus pentru linia de interes local Buzău–Nehoiașu. Aflată în apropiere de centrul orașului, ușor spre sud, gara a fost construită în 1873 și este nod feroviar din 1881.

## Amplasarea în oraș
Gara este amplasată în zona central-sudică a Buzăului, pe latura dreaptă a unei piațete semicirculare aflată la intersecția bulevardului 1 Decembrie 1918 cu bulevardul Gării și cu strada Republicii. În această piațetă se mai află două clădiri istorice: hotelul Bucegi și casa în care a locuit Ion Luca Caragiale în 1894–1895.
Gara este principalul nod al rețelei de transport public din Buzău. Nouă din cele zece linii de autobuz din oraș au stație în zona gării, iar șase dintre ele au capătul acolo.

## Structura gării
Liniile de cale ferată traversează zona sudică a Buzăului pe direcția est-vest, iar clădirile gării se află pe partea nordică a acestora. Gara dispune de 5 linii (deservite de 3 peroane) pentru trenurile de călători și de alte 14 pentru triajul trenurilor de marfă. Accesul la peroanele liniilor 2–3 și 4–5 se face pe la suprafață pe la capetele peronului, sau printr-un pasaj subteran în partea dinspre est a peronului, pasaj ce traversează toată lățimea gării și are ieșire la fabrica de pâine. Pasajul însă este foarte puțin folosit, din cauza stării de degradare în care se află.
În capătul sudic al acestor linii se află clădirea fabricii de pâine Boromir Prod, clădire care domină peisajul în partea opusă clădirii gării.

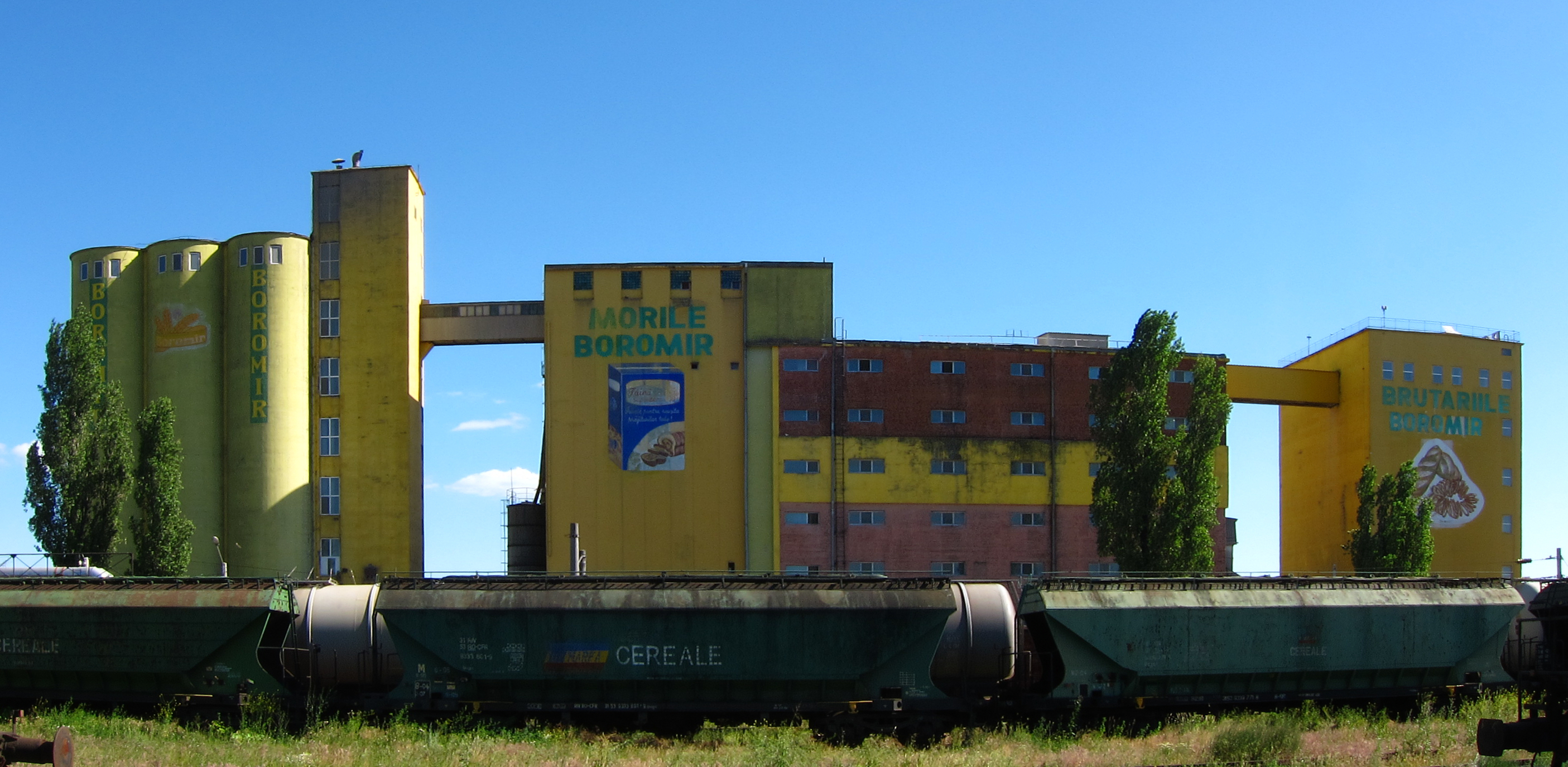
Fabrica de pâine Boromir Prod, aflată la sud de gară

La capătul dinspre vest al peronului se află o linie terminus, denumită linia 20 și care este folosită drept capăt al liniei de cale ferată Buzău–Nehoiașu. De la acea linie pleacă și sosesc zilnic cinci perechi de trenuri care fac legătura cu localitățile de pe valea Buzăului.

## Rolul în infrastructura feroviară regională
Gara Buzău se află pe magistrala CFR 500, cele mai importante noduri feroviare apropiate pe această magistrală fiind gările Focșani și Mărășești spre nord și Ploiești Sud spre sud-vest. Linia de cale ferată Buzău–Făurei, parte a vechii linii București– Galați deschisă în 1873 și astăzi electrificată și dublată funcționează spre est de la gara Buzău ca Magistrala CFR 702. Din gara Buzău pornește și linia de cale ferată simplă neelectrificată Buzău–Nehoiașu.
Principalele trenuri de călători care circulă prin gara Buzău sunt cele InterRegio și InterCity care vin de la gara București Nord aflată la 128 km și duc pe magistrala 500 în principalele direcții Mărășești–Roman–Suceava și Mărășești–Tecuci–Iași, precum și pe magistrala 702 spre Galați aflat la o distanță de 131 kilometri. Alte trenuri InterRegio care circulă prin această gară sunt cele sezoniere care circulă vara și vin dinspre Oradea sau Satu Mare prin Ploiești Sud (aflată la 69 km) și duc spre Făurei–Fetești–Constanța (la o distanță pe calea ferată de 207 km). Prin Buzău trec și câteva trenuri internaționale care circulă spre Chișinău sau Moscova, dinspre București și, mai departe, Sofia (și retur).
De asemenea, întrucât gara este un nod feroviar, există numeroase trenuri Regio care au un capăt aici și duc pe diverse rute spre alte noduri feroviare din regiune, cum ar fi spre București Nord, Ploiești Sud–Brazi, Mărășești, Făurei, Fetești, Galați sau Adjud–Ghimeș–Ciceu. Operatorul Transferoviar Grup folosește gara ca punct terminus al liniei sale regionale Buzău–Nehoiașu.

## Istoric
Prima cale ferată care a trecut prin Buzău a fost construită în 1872, și lega Buzăul de București și Ploiești spre vest și sud-vest, respectiv Brăila și Galați spre est și nord-est, iar la început Buzăul a fost o stație pe această linie, gara fiind construită în anul următor. Gara Buzău a devenit nod feroviar în 1881, când a fost construită linia de cale ferată Buzău-Mărășești.
În 1930, un vultur, pe nume Ilie, crescut de un localnic ce locuia în zonă, a început să viziteze gara frecvent, venind aproape de ferestrele trenurilor și lăsându-se hrănit de călători. El a sfârșit ucis de niște soldați naziști în 1943, în timpul celui de Al Doilea Război Mondial.
Gara a fost renovată și i s-au adăugat de-a lungul timpului mai multe dependințe pe măsură ce traficul a crescut. Ultima renovare a avut loc în perioada 2006–2010. La capătul vestic al peronului se află o mică fântână cu apă în care trăiesc pești și broaște țestoase.

## Alte gări din Buzău
Gara Buzău este principala gară din oraș, dar nu este singura. În partea de nord a orașului se află Gara Buzău Nord, o gară mică ce deservește acea zonă și în care opresc trenurile de pe ruta Buzău–Nehoiașu. Punctul terminus inițial al acestei linii de cale ferată a fost gara Drăgaica, aflată la aproximativ 1 km spre vest, dar, după amenajarea peronului liniei terminus 20 în gara principală, ea nu a mai fost folosită, acolo fiind un depou de vagoane.
Gara Buzău Sud se află în afara orașului, și a fost folosită în trecut pentru trenurile de călători ce veneau dinspre Focșani și plecau spre Făurei, dar astăzi este folosită pentru trenuri de marfă, dar și ca haltă pentru trenuri de persoane pe calea ferată Buzău–Făurei.